# Joan Borràs i Alborch
Joan Borràs i Alborch (Barcelona, 3 d'octubre de 1965) és un polític català.
Borràs és Tècnic superior en desenvolupament i aplicació de projectes d'edificació, i des del 2016 Postgrau en Lideratge i Habilitats Directives per la Universitat Autònoma de Barcelona. En l'àmbit laboral, ha treballat a l'Àrea de Planejament Urbanístic de l'Ajuntament de Sabadell, on va ser cap de l'Oficina d'Atenció Ciutadana d’Urbanisme d'aquest ajuntament entre els anys 2008 i 2015.
Vinculat al municipi del Papiol des de la seva infància, i resident de forma fixa des del 1997, abans d'ostentar l'alcaldia, fou tinent d'alcalde de l'Ajuntament del Papiol, assumint responsabilitat en les àrees d'Urbanisme, Medi ambient, Mobilitat i Transports, entre d'altres entre els anys 1999 i 2011. Va estar al capdavant de l'alcaldia entre el 2015 i el 2017, i ocupà la tinença d'alcaldia d'Urbanisme i Cultura entre el 2017 i les eleccions del 2019. El 2019 ocupà novament l'alcaldia de la població del Papiol.
Des del 2019 Joan Borràs és també vicepresident Institucional de l'Àrea Metropolitana de Barcelona (AMB), membre del consell rector del Pla Estratègic Metropolità de Barcelona, Representant de l'AMB a la Comissió Territorial d'Urbanisme de l'Àrea Metropolitana de Barcelona i Membre de l'Assemblea General del consorci del Parc de Collserola.
Borràs és soci de l'entitat Patrimoni Espai de Recerca pel Patrimoni del Papiol, de l'Associació Excursionista Les Escletxes (AELE) i també d'Òmnium Cultural. En l'àmbit polític és militant d'Esquerra Republicana de Catalunya des del 2005, i president de la Federació Comarcal del Baix Llobregat i l'Hospitalet des del febrer del 2020.
El novembre de l'any 2022 és nomenat nou Delegat territorial del Govern de la Generalitat a la Regió de Barcelona, substituint a l'anterior Delegat, Toni Morral, de Junts. Amb aquest càrrec Borràs assumeix les funcions pròpies de representació de la Generalitat i de coordinació amb la resta d'administracions de la demarcació, que inclou cent vint-i-set municipis del Barcelonès, Baix Llobregat, Vallès Occidental, Vallès Oriental i Maresme.